# Encanto (álbum de Elba Ramalho)
Encanto é o 14º álbum da cantora brasileira Elba Ramalho, lançado em 1992.

## Faixas
1. Caminhoneiro Solitário (vinheta) (Mazzola) / São João na Estrada (Moraes Moreira)
2. Flora (Ednardo, Dominguinhos, Climério)
3. Alegria Real (Saul Barbosa, Jaime Sodré)
4. Que Nem Vem-Vem (Maciel Melo)
5. Dúvida (Luiz Gonzaga, Domingos Ramos)
6. Caminhos do Coração (Gonzaguinha)
7. Miragem do Porto (Lenine, Bráulio Tavares)
8. Cidadão (participação especial: Margareth Menezes) (Moraes Moreira, Capinan)
9. Na Hora H (Oswaldinho, Eliezer Setton)
10. Noites Olindenses (Carlos Fernando)
11. Amor de Índio (Beto Guedes, Ronaldo Bastos)
12. Encanto (Lígia Anel, Xico Chaves, Jards Macalé, Christianne Dardenne)
13. Eu Vou Te Amar (apenas na versão em CD) (Geraldo Azevedo, Pipo Spera)